# Natt över Tunis
Natt över Tunis (engelska: Devil and the deep) är en amerikansk dramafilm från 1932, regisserad av Marion Gering. Filmen är baserad på romanen Sirenes et tritons av Maurice Larrouy och handlar om en sjöofficer som gjort livet surt för sin fru genom sin extrema svartsjuka. Efter att hans beteende drivit henne i armarna på en stilig löjtnant gör officeren upp planer på hämnd. 
Natt över Tunis är den enda filmen där både Gary Cooper och Cary Grant förekommer som "leading men", men de har inga gemensamma scener tillsammans. Bland övriga medverkande finns Tallulah Bankhead och Charles Laughton.